# Tisvildeleje Strand
Tisvildeleje Strand er en badestrand ved Hesselø Bugt og feriebyen Tisvilde. Stranden er omkring 25 m bred og strækker sig fra Stængehus Strand i syd og til Vejby Strand i nord. Umiddelbart syd for stranden ligger Tisvilde Hegn. Stranden er lukket for bilkørsel, men det er muligt at parkere på en stor parkeringsplads helt nede ved stranden. Der er ca. 1 km til Tisvildeleje Station. Badestranden har det blå flag.

## Popularitet
Stranden opfattes som børnevenlig og er blandt de mest besøgte badestrande i Nordsjælland. Den mest nærliggende del af byen Tisvilde, som kaldes for Tisvildeleje opfattes som hipt.